# Ispettorato di pubblica sicurezza "Vaticano"

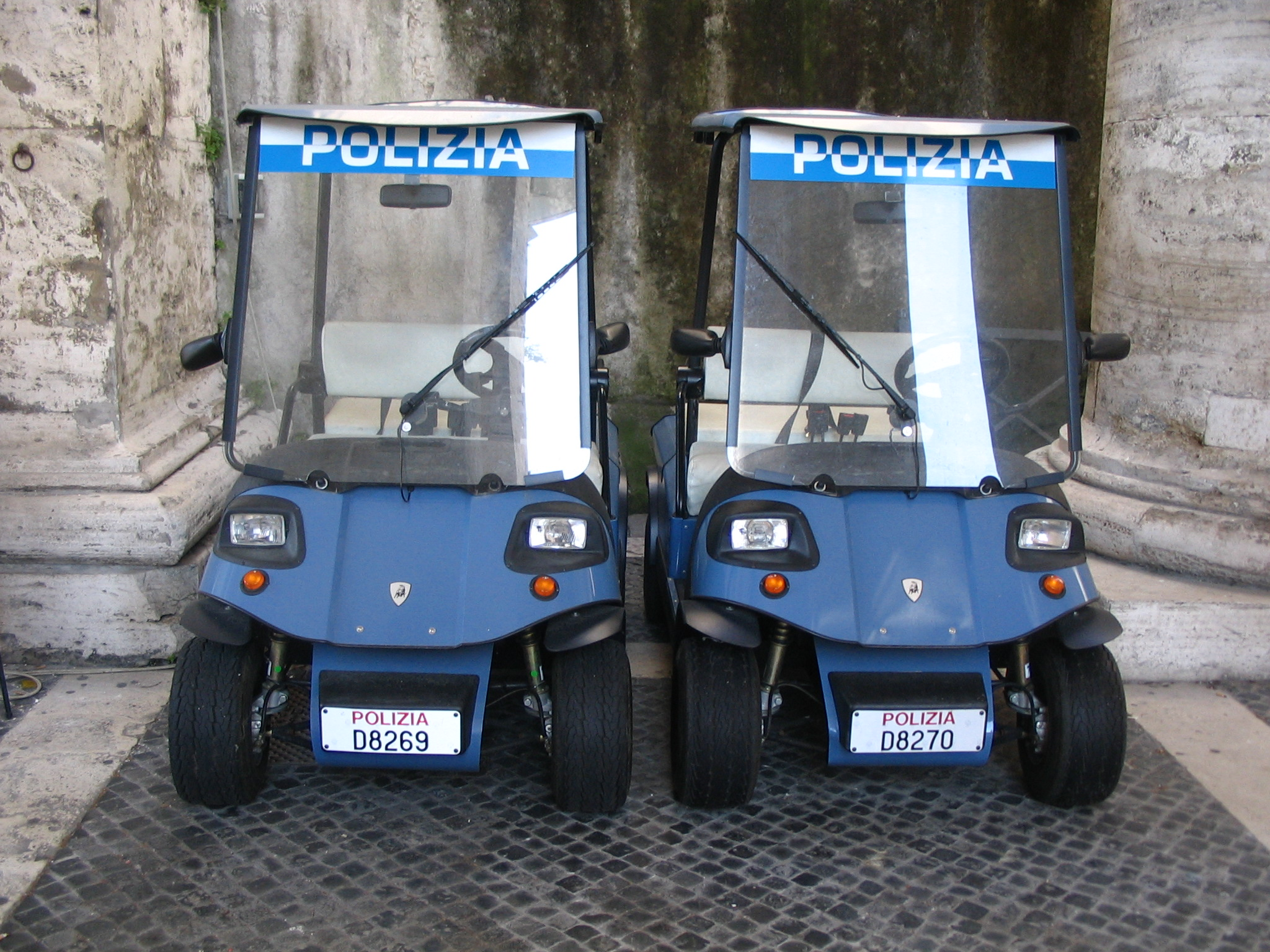
Mezzi dell'Ispettorato in Piazza San Pietro

L'Ispettorato di pubblica sicurezza "Vaticano" è una struttura della Polizia di Stato italiana che si occupa della protezione del Sommo Pontefice della Chiesa Cattolica durante le sue visite in territorio italiano e della vigilanza di piazza San Pietro d'intesa con le autorità della Santa Sede.
Dispone di circa 150 agenti e, in quanto ufficialmente privo di competenza territoriale, è posto alle dipendenze dirette del Dipartimento della pubblica sicurezza.

## Storia
Questo rapporto di collaborazione venne sancito sulla base dei Patti Lateranensi; l'ispettorato vero e proprio nacque nel marzo del 1945 come Ufficio speciale di P.S. San Pietro, ad iniziativa dell'Avvocato Pasquale Tempesta, suo dirigente dalla fondazione fino al 1962 (allorché fu nominato Gentiluomo di Sua Santità), mantiene la denominazione fino al giugno 1954, quando cambia la denominazione in Ispettorato generale di P.S. presso il Vaticano; nel marzo 2001 la denominazione muta nuovamente in Ispettorato di pubblica sicurezza "Vaticano".
L'ispettorato ha sede a Roma in via del Mascherino 12, poco lontano da piazza San Pietro, e ha un ufficio anche a Castel Gandolfo, in piazza Libertà, nelle vicinanze dal Palazzo Pontificio. Dal 1989 è affiancato da un nucleo di polizia stradale.

## Servizi di scorta
L'ufficio informativa si occupa dei servizi di protezione e scorta del Papa, del cardinale Segretario di Stato, del decano del Collegio cardinalizio e delle altre personalità, vaticane o straniere, durante i loro spostamenti in territorio italiano.
14 operatori fanno parte dell’Unità Operativa di Primo Intervento (UOPI), che presidia Piazza San Pietro e accompagna il Papa per garantire i servizi di sicurezza e tutela ravvicinata del Papa, oltre ad essere impiegati come G.I.R. (Gruppo Intervento Rapido), terza vettura specializzata del dispositivo di scorta al Pontefice negli spostamenti.

## Organizzazione

### Nucleo polizia stradale
Dal 1989 l'ispettorato ha a propria disposizione un nucleo di Polizia stradale che viene utilizzato sia per servizi di scorta che di polizia stradale vera e propria.
Il nucleo si occupa infatti di integrare la scorta al papa e, su richiesta della Santa Sede, anche di curare la scorta alle opere d'arte di proprietà del Vaticano in rientro o in partenza per mostre ed esposizioni al di fuori dello Stato. Il personale della polizia stradale dell'ispettorato ha anche il compito di garantire la viabilità delle aree limitrofe allo Stato della Città del Vaticano.

### Ufficio religiosi stranieri
Nato nel 1992, l'ufficio si occupa dell'accoglienza dei religiosi e dei laici stranieri che richiedono di risiedere a Roma per motivi religiosi o di studio. Opera in collaborazione con l'ufficio immigrazione della questura di Roma e si preoccupa di acquisire i documenti necessari per il rilascio del permesso di soggiorno.